# 전장 샹추
전장 샹추(중국어 간체자: 镇江香醋, 정체자: 鎮江香醋, 병음: Zhènjiāng xiāng cù, 한자음: 진강 향초)는 중국의 식초이다. 검은 빛을 띠는 흑식초의 하나이며, 찹쌀을 주재료로 하는 쌀식초이다. 장쑤성 전장시에서 생산된다. 샹추(중국어: 香醋, 병음: xiāng cù, 한자음: 향초), 전장추(중국어 간체자: 镇江醋, 정체자: 鎮江醋, 병음: Zhènjiāng cù, 한자음: 진강초)로도 불린다.

## 사진

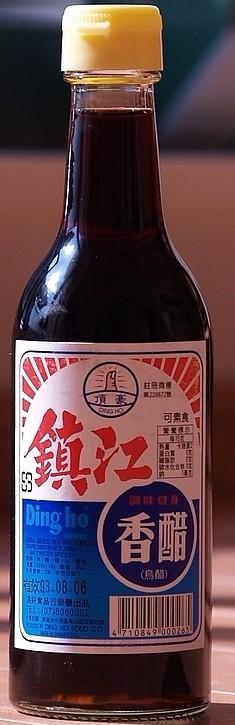
전장 샹추

## 같이 보기
- 산시 라오천추
- 쓰촨 바오닝추
- 융춘 라오추